# Universidad de Ciencias y Tecnologías de Costa de Marfil
La Universidad de Ciencias y Tecnologías de Costa de Marfil (en francés: Université des Sciences et Technologies de Côte d'Ivoire o « USTCI »), es una universidad privada africana que tiene su sede en la ciudad de Abiyán, la capital económica de Costa de Marfil.
La USTCI es miembro de la Red de Universidades de Ciencias y Tecnologías de países del África subsahariana.